# Bezirk Bauska (2009–2021)
Der Bezirk Bauska (Bauskas novads) war ein Bezirk  im Süden Lettlands an der Grenze zu Litauen in der historischen Landschaft Semgallen, der von 2009 bis 2021 existierte. Bei der Verwaltungsreform 2021 wurde der Bezirk in einen neuen, größeren Bezirk Bauska überführt.

## Bevölkerung
Der Bezirk bestand aus den acht Gemeinden (pagasts) Brunava, Ceraukste, Code, Dāviņi, Gailīši, Īslīce, Mežotne, Vecsaule sowie dem Verwaltungszentrum Bauska. 26.634 Einwohner lebten 2013 im Bezirk Bauska.

## Krieviņi
Die Krewischen oder krieviņi waren durch den Ordensmeister Vincke von Overberg verschleppte Woten, die zum Bau der Burg Bauska im Gebiet südöstlich der Stadt angesiedelt wurden. Bis zum Beginn des 19. Jahrhunderts pflegten sie eine eigene Kultur und Sprache.

## Nachweise
1. ↑  Vides aizsardzības un reģionālās attīstības ministrija (Ministerium für Naturschutz und Regionalentwicklung), Karten und Auflistung der Verwaltungseinheiten, abgerufen am 18. Juli 2021
2. ↑  Eberhard Winkler: Krewinisch: Zur Erschliessung Einer Ausgestorbenen Ostseefinnischen Sprachform 1997 ISBN 978-344-703-9635